# Denilson Antonio Paludo
Denilson Antonio Paludo (8 oktober 1972) is een voormalig Braziliaans voetballer.

## Carrière
Denilson speelde in 1996 voor Yokohama Flügels.

## Statistieken
| Japan   | Japan            | Japan       | League | League | Emperor's Cup | Emperor's Cup | J-League Cup | J-League Cup | Totaal | Totaal |
| Seizoen | Club             | League      | Wed.   | Goals  | Wed.          | Goals         | Wed.         | Goals        | Wed.   | Goals  |
| ------- | ---------------- | ----------- | ------ | ------ | ------------- | ------------- | ------------ | ------------ | ------ | ------ |
| 1996    | Yokohama Flügels | J. League 1 | 3      | 0      | 1             | 0             | 8            | 1            | 12     | 1      |
| Totaal  | Totaal           | Totaal      | 3      | 0      | 1             | 0             | 8            | 1            | 12     | 1      |